# چار مونای
چار مونای (به لاتین: Charmonai) یک روستا در بنگلادش است که در استان باریسال و در ناحیه باریسال واقع شده است.